# Jonathan Mejía
Jonathan Mejía Ruiz (Malaga, 7 gennaio 1989) è un calciatore honduregno, attaccante dell'Alcoyano.

## Carriera

### Nazionale
Tra il 2013 ed il 2014 ha giocato complessivamente 5 partite con la nazionale honduregna.